# Molophilus gweeon
Molophilus gweeon är en tvåvingeart som beskrevs av Günther Theischinger 1992. Molophilus gweeon ingår i släktet Molophilus och familjen småharkrankar. Inga underarter finns listade i Catalogue of Life.